# 金閣寺 (小說)
《金閣寺》為日本作家三島由紀夫的小說作品，發表於1956年。全書以日本京都的金閣寺為背景。
金閣寺本名為鹿苑寺，1394年由幕府將軍足利義滿建造，因為其金碧辉煌的外觀，湖中倒映出的金色樓閣太惹目，所以眾人稱為“金閣”，是鎌倉時代西園寺公經的別墅。1950年7月2日，見習僧人林承賢受精神疾病影響而在舍利殿縱火，被稱為金閣寺放火事件，舍利殿(金閣)被焚燬，這個事件造成全日本的震撼。而此事件成為了三島由紀夫的小說題材。

## 创作
三岛自称写《金阁寺》是为了探讨林承贤犯罪的动机。他专程跑到京都采访，调查纵火犯的经历，考察金阁寺周围的景象，查阅金阁寺的资料和警局、法院的审讯资料。他后来甚至来到林承贤的家乡舞鹤市考察。

## 小說情節
金閣寺一書中的主角溝口是一個有嚴重口吃、長相醜陋的小和尚，但又崇尚極致的美，導致內心扭曲與幻滅，沉溺在自我的幻想之中，將自己想像成歷史上的暴君，擁有絕對的權勢和鋼鐵般意志。他在小時候聽父親對金閣的描述就對它非常的嚮往，父親死前送他去金閣寺修行，對金閣寺的愛與恨與日俱增。在剃度前跟一位即將赴戰場的先輩聊天，先輩聽完他的出家志向，若有所思地說：「啊，是這樣的呀。那麼，有一天我可能要麻煩你了。」
第二次世界大戰結束，日本戰敗，溝口陷入深深的不安與悲哀。三島描寫著溝口當時內心的獨白：「這美麗的東西不久即成灰燼，那麼，真實的金閣寺便和我幻想中的金閣一模一樣了。」最後終於無法承受金閣的美，為擺脫美的觀念的羈絆，縱火焚燒金閣寺。溝口焚燬金閣後逃離現場，掏出口袋裡的小刀和安眠藥，扔到谷底。他點燃一支香煙，邊抽邊想：“還是活下去吧！”

## 轶事
據悉此書付梓之前，中村光夫告訴三島：「我認為不要寫第十章燒金閣寺的場面，好不好？」三島回答道：「但是，做愛到一半中斷，對身體是有害的啊！」

## 漢譯本

### 繁體
| 书名       | 译者           | 出版               | 年份   |
| ---------- | -------------- | ------------------ | ------ |
| 《金閣寺》 | 鍾肇政、張良澤 | 晚蟬書店           | 1969年 |
| 《金閣寺》 | 陳孟鴻         | 志文出版社         | 1970年 |
| 《金閣寺》 | 劉華亭         | 星光出版社         | 1983年 |
| 《金閣寺》 | 唐月梅         | 木馬文化           | 2002年 |
| 《金閣寺》 | 劉子倩         | 大牌出版／遠足文化 | 2021年 |
| 《金閣寺》 | 黃瀞瑤         | 野人文化           | 2021年 |
| 《金閣寺》 | 尤海燕         | 時報出版           | 2023年 |

### 簡體
| 书名       | 译者   | 出版                          | 年份   |
| ---------- | ------ | ----------------------------- | ------ |
| 《金閣寺》 | 唐月梅 | 作家出版社                    | 1995年 |
| 《金閣寺》 | 林少華 | 青島出版社                    | 2010年 |
| 《金閣寺》 | 陳德文 | 人民文學出版社                | 2013年 |
| 《金閣寺》 | 代珂   | 北京十月文藝出版社·新經典文化 | 2018年 |
| 《金閣寺》 | 竺家榮 | 北京聯合出版公司·雅眾文化     | 2021年 |
| 《金閣寺》 | 曹曼   | 天津人民出版社                | 2021年 |
| 《金閣寺》 | 汪洋   | 海南出版社·讀客文化           | 2021年 |
| 《金閣寺》 | 佟凡   | 哈爾濱出版社                  | 2021年 |
| 《金閣寺》 | 劉嬌   | 陝西師範大學出版社            | 2021年 |
| 《金閣寺》 | 張雪婷 | 民主與建設出版社              | 2021年 |
| 《金閣寺》 | 尤海燕 | 浙江文藝出版社                | 2022年 |
| 《金閣寺》 | 周倩   | 現代出版社                    | 2022年 |
| 《金閣寺》 | 鄭民欽 | 灕江出版社·後浪出版公司       | 2022年 |

## 金閣寺相關著作
- 映画『炎上（日语：炎上 (映画)）』（1958年、大映京都）脚本：和田夏十（日语：和田夏十）、監督：市川崑、主演 (私＝溝口吾市)：市川雷蔵
- 映画『金閣寺（日语：金閣寺 (映画)）』（1976年、映像京都（日语：映像京都）＝ATG（日语：日本アート・シアター・ギルド））脚本・監督：高林陽一（日语：高林陽一）、主演 (私＝溝口吾市)：篠田三郎
- 歌劇『金閣寺』（1976年）作曲：黛敏郎將此作品翻譯成德文，於1976年6月23日，25日，27日首映，柏林德意志歌劇院。
- 映画『Mishima（日语：ミシマ:ア・ライフ・イン・フォー・チャプターズ）』（1985年、日本未公開）監督：保羅·許瑞德（Paul Joseph Schrader，ポール・シュレイダー）

主人公 (私＝溝口吾市)は坂東八十助（現：10代目坂東三津五郎）が演じた。

## 外部連結
- IMDB entry for Enjo （页面存档备份，存于）
- translation error and picture of a scene from the book （页面存档备份，存于）